# Adi Quala (district)
Adi Quala est un district de la région Debub de l'Érythrée. La principale ville et capitale de ce district est Adi Quala. 